# チヴェンナ
チヴェンナ（イタリア語: Civenna）は、イタリア共和国ロンバルディア州コモ県ベッラージョに属する分離集落（フラツィオーネ）。
かつては独立した基礎自治体（コムーネ）であったが、2014年1月27日にベッラージョに合併された。

## 地理

### 位置・広がり
コモ県東部に所在し、県都コモから北東へ20kmの距離にある。
コムーネの面積は5.22km2 、標高は最低点で450m、最高点で1329m、コムーネの人口は700人ほどであった。
独立していたコムーネの時期には、以下のコムーネと隣接していた。括弧内のCOはコモ県所属を示す。
- ベッラージョ
- マグレーリオ
- オリヴェート・ラーリオ (LC)

## 人物

### 著名な出身者
- アルトゥーロ・メルツァリオ - F1ドライバー